# 松果購物
25°03′23.8″N 121°36′49.9″E / 25.056611°N 121.613861°E
松果購物股份有限公司（簡稱：松果購物，股票代號：6740）成立於2016年4月，為台灣行動原生的B2B2C電商平台，由創業家兄弟股份有限公司轉投資成立。
查詢經濟部公司登記可知，因該已經不是原創團隊經營了! 網頁完全沒有客服聯絡方式，問題訂單帳戶會被惡意鎖住，經由此平台購買前，請多方查詢網路使用者評價。

## 歷史沿革

### 創業初期
- 2016年4月，設立「創宇行動股份有限公司」，實收資本額新台幣500萬元
- 2016年5月，松果購物網站正式上線
- 2018年7月，松果購物App下載人數破100萬[2]
- 2018年10月，公司更名為「松果購物股份有限公司」[3]
- 2019年度，運用AI技術，以機器學習排序（Learning to rank）及測試隨機決策森林（Random Forests）、LightGBM、ListNet、Coordinate Ascent等模型，從傳統的矩陣分解（Matrix Factorization）及用深度學習演算法（Deep Learning）去持續導入相關資訊進行分析。[4][5]
- 2019年3月，員工認股權證轉換普通股共755萬8,530元，增資後實收資本額為新台幣1億2,145萬530元
- 2019年5月，資本公積轉增資，增資後實收資本額為新台幣1億5,788萬5,690元
- 2019年5月，開站滿三周年，吉祥物「阿松」誕生[6]
- 2019年6月，財團法人櫃檯買賣中心核准股票公開發行，股票代號為「6740」[7]
- 2019年9月，松果購物app下載人數破 200 萬[5]
- 2019年10月，松果購物正式興櫃（股票代號 6740）[8]
- 2019年10月，松果購物吉祥物阿松實體化  [9]
- 2021年4月，自110年4月29日起終止本公司興櫃股票櫃檯買賣  [10]

## 獎項
- 2018年11月，松果購物共同創辦人獲得「遠見傑出創業獎」[11]
- 2019年6月，榮獲「2018 Facebook 行動世代最具影響力品牌」[12]
- 2019年7月，榮獲臺北市國稅局「108年度使用電子發票績優營業人」[13]
- 2019年11月，松果購物共同創辦人廖家欣及吳佩雯分別獲「台灣Super MVP 經理人」和「台灣百大MVP經理人」殊榮  [14]
- 2019年12月，松果購物共同創辦人榮獲《安永企業家獎》殊榮    [15]

## 外部連結
- 松果購物 （页面存档备份，存于）
- 松果購物官方網站 （页面存档备份，存于）
- 松果購物臉書